# Bazlur Mohamed Rahman
Bazlur Mohamed Rahman (* 17. Oktober 1959) ist ein ehemaliger bangladeschischer Schwimmer.
Rahman war 1988 in Seoul Mitglied der sechsköpfigen Mannschaft Bangladeschs bei den Olympischen Sommerspielen.
Er trat über 100 Meter Brust an und schied mit der Zeit von 1:14,97 Minuten als Letzter seines Vorlaufs aus.